# Henning Bernd von der Goltz
Henning Bernd von der Goltz (* 9. November 1718 in Heinrichsdorf; † 30. August 1757 vor Groß Jägersdorf) war ein preußischer Major und Ritter des Ordens Pour le Mérite.

## Leben

### Familie
Henning Bernd entstammte dem neumärkischen Adelsgeschlecht von der Goltz. Er war der jüngste Sohn des preußischen Rittmeisters Henning Bernhard von der Goltz (1681–1734) und dessen Frau Maria Katharina von Heidebreck (1685–1768). Er blieb unvermählt und kinderlos. Die preußischen Generale Georg Konrad von der Goltz (1704–1747) und Karl Christoph von der Goltz (1707–1761) sowie Oberst Balthasar Friedrich von der Goltz (1708–1757)  waren seine älteren Brüder.

### Laufbahn
Goltz besuchte 1733 das Pädagogium Halle und von 1735 bis 1737 die Höhere Schule in Jena.
Im Jahre 1738 begann er seine Laufbahn in der preußischen Armee als Fähnrich im Regiment „Kalkstein“, wo er zu Beginn des Ersten Schlesischen Krieges zum Kapitän und Generaladjutanten des Generals Kalkstein avancierte. Gleich im April 1741 geriet Glotz vor Grottkau in österreichische Kriegsgefangenschaft, die bis Oktober desselben Jahres dauerte. Nach seiner Freilassung nahm er seine Stellung als Adjutant bei Kalckstein wieder auf und blieb auf dieser bis zum Friedensschluss. Noch vor Ausbruch des Zweiten Schlesischen Krieges zum Leutnant avanciert, konnte er sich als Adjutant in der Schlacht bei Hohenfriedeberg derart hervortun, dass der König ihn zum Kapitän beförderte und zu seinem Flügeladjutanten berief.
Im Juli des Jahres 1746 wurde Goltz der Orden Pour le Mérite verliehen. Um sich ein Bild von den Kriegsvorbereitungen Russlands zu machen, wurde Goltz 1748 vom König nach Livland geschickt. Mit weiteren, den drohenden Krieg betreffenden diplomatischen Entsendungen an die Höfe in Gotha, Weimar, Würzburg, Mainz, Trier, Mannheim und Münster wurde Goltz im Mai 1749 beauftragt. Im März 1756 wurde er nach Rudolstadt und Sondershausen ein weiteres Mal ausgesandt. In Folge konnte er seinem König zum Mai in Potsdam ein Schwarzburgisches Regiment zuführen. 1756, noch vor Ausbruch des Krieges, wurde Goltz zum Major befördert, nach Ostpreußen geschickt und General Lehwaldt zur Seite gestellt. Goltz wurde in der Schlacht bei Groß-Jägersdorf von einer Kanonenkugel tödlich getroffen.
Pauli bezeichnete Goltz auch als Intendanten des königlich preußischen Heeres. Prinz Heinrich von Preußen widmete ihm eine Gedenktafel auf seinem Rheinsberger Obelisken.